# Trydarssus nobilitatus
Trydarssus nobilitatus är en spindelart som först beskrevs av Hercule Nicolet 1849.  Trydarssus nobilitatus ingår i släktet Trydarssus och familjen hoppspindlar. Inga underarter finns listade i Catalogue of Life.